# Liste der Kulturgüter in Winterthur/Kreis 4
Die Liste der Kulturgüter in Winterthur/Kreis 4 enthält alle Objekte im Kreis 4 (Töss) in Winterthur, die gemäss der Haager Konvention zum Schutz von Kulturgut bei bewaffneten Konflikten, dem Bundesgesetz vom 20. Juni 2014 über den Schutz der Kulturgüter bei bewaffneten Konflikten sowie der Verordnung vom 29. Oktober 2014 über den Schutz der Kulturgüter bei bewaffneten Konflikten unter Schutz stehen. Kommunale Denkmalschutzobjekte der Stadt Winterthur werden in dieser Liste nicht aufgeführt.
Objekte der Kategorien A und B sind vollständig in der Liste enthalten, Objekte der Kategorie C fehlen zurzeit (Stand: 1. Januar 2022). Unter übrige Baudenkmäler sind weitere geschützte Objekte zu finden, die im Verzeichnis der Objekte von überkommunaler Bedeutung der kantonalen Denkmalpflege zu finden und nicht bereits in der Liste der Kulturgüter enthalten sind.

## Kulturgüter
| Foto |                                                                                          | Objekt                                                                    | Kat. | Typ | Standort                              | Beschreibung |
| ---- | ---------------------------------------------------------------------------------------- | ------------------------------------------------------------------------- | ---- | --- | ------------------------------------- | ------------ |
| ja   | Datei hochladen · Wikidata zu Maschinenfabrik Rieter AG, Historisches Archiv (Q27489870) | Historisches Archiv der Maschinenfabrik Rieter AG KGS-Nr.: 8807           | A    | S   | Klosterstrasse 20 695530 / 260464     |              |
| ja   | Datei hochladen · Wikidata zu St. Josef (Winterthur-Töss) (Q15848539)                    | Katholische Kirche St. Joseph mit Nebenbauten und Umgebung KGS-Nr.: 7820  | B    | G   | Nägelseestrasse 46 695241 / 260988    |              |
| ja   | Datei hochladen · Wikidata zu Reformierte Kirche Töss (Q18630084)                        | Reformierte Kirche Töss KGS-Nr.: 7821                                     | B    | G   | Gutenbergstrasse 19.1 695692 / 260762 |              |
| ja   | Datei hochladen · Wikidata zu Dominikanerinnenkloster Töss, Schweiz (Q680659)            | Töss, ehemaliges mittelalterliches Dominikanerinnenkloster KGS-Nr.: 12723 | B    | F   | Klosterstrasse 695321 / 260400        |              |

## Übrige Baudenkmäler
| ID             | Foto | | Objekt                                           | Kat.    | Typ | Standort                                                      | Beschreibung |
| -------------- | ---- | --- | ------------------------------------------------ | ------- | --- | ------------------------------------------------------------- | ------------ |
| 235UMGEBU00747 |      | Datei hochladen · Wikidata zu Rieter-Siedlung (Q123237813)                                               | Rieter-Siedlung                                  | B kant. | G   | Rieterstrasse 18–32, 18 bei und 34–45 695499 / 261094         |              |
| 23501285       | ja   | Datei hochladen · Wikidata zu Ref. Kirchenensemble Töss, Pfarrhaus (Q123309370)                          | Reformiertes Pfarrhaus                           | B kant. | G   | Stationsstrasse 8 695668 / 260729                             |              |
| 23500013       | ja   | Datei hochladen · Wikidata zu Kapelle Rossberg (Q59388271)                                               | Kapelle Rossberg                                 | B reg.  | G   | Rossbergstrasse 40 696130 / 257671                            |              |
| 23500764       | ja   | Datei hochladen · Wikidata zu Transformatorenstation Gätzibrunnen (Q123309282)                           | Transformatorenstation «Gätzibrunnen»            | B reg.  | G   | J. C. Heerstrasse 695390 / 261000                             |              |
| 23501001       | ja   | Datei hochladen · Wikidata zu Bahnhof Winterthur Töss, Güterschuppen, ehem. Stationsgebäude (Q123309551) | Bahnhof Winterthur-Töss (Güterschuppen)          | B reg.  | G   | Stationsstrasse 19 695818 / 260678                            |              |
| 23501002       | ja   | Datei hochladen · Wikidata zu Bahnhof Winterthur Töss, WC-Häuschen (Q123309727)                          | Bahnhof Winterthur-Töss (WC-Gebäude)             | B reg.  | G   | Stationsstrasse 22 695783 / 260676                            |              |
| 23501219       | ja   | Datei hochladen                                                                                          | Fabrikgebäude Rieter 1899 mit Kraftzentrale      | B reg.  | G   | Klosterstrasse 16 695335 / 260394                             |              |
| 23501287       | ja   | Datei hochladen · Wikidata zu Bahnhof Winterthur Töss (Q801619)                                          | Bahnhof Winterthur Töss (Aufnahmegebäude)        | B reg.  | G   | Stationsstrasse 22 695755 / 260674                            |              |
| 23501744       | ja   | Datei hochladen · Wikidata zu Zentrum Töss (Q57585380)                                                   | Zentrum Töss                                     | B reg.  | G   | Zürcherstrasse 102–108 695524 / 260879                        |              |
| 235WR01219-4   | ja   | Datei hochladen · Wikidata zu Wasserkraftanlage Obertöss (Q123309471)                                    | Wasserkraftanlage Rieter Obertöss                | B reg.  | G   | Klosterstrasse 16–18 695423 / 260317                          |              |
| 235WR01219-5   | ja   | Datei hochladen · Wikidata zu Wasserkraftanlage Niedertöss (Q123309475)                                  | Wasserkraftanlage Rieter Niedertöss              | B reg.  | G   | Schlosstalstrasse 43 695261 / 261261                          |              |
| 235UMGEBU01682 |      | Datei hochladen · Wikidata zu Siedlung Nägelsee (Q123237811)                                             | Siedlung Nägelsee                                | B reg.  | G   | Friedhofstrasse 1-13, Nägelseestrasse 48a-54f 695239 / 261103 |              |
|                | ja   | Datei hochladen · Wikidata zu Ziegelei Dättnau (Dättnauerstrasse 26) (Q123169939)                        | Ziegelei Dättnau                                 | C       | G   | Dättnauerstrasse 26 694979 / 259375                           |              |
|                | ja   | Datei hochladen · Wikidata zu Einfangstrasse 14 (Q123170244)                                             | Einfangstrasse 14                                | C       | G   | Einfangstrasse 14 695749 / 260886                             |              |
|                |      | Datei hochladen · Wikidata zu Emil-Klöti-Strasse 19 (Q123170179)                                         | Emil-Klöti-Strasse 19                            | C       | G   | Emil-Klöti-Strasse 19 695441 / 261061                         |              |
|                |      | Datei hochladen · Wikidata zu Gätzibrunnenstrasse 5 (Q123170239)                                         | Gätzibrunnenstrasse 5                            | C       | G   | Gätzibrunnenstrasse 5 695457 / 260957                         |              |
|                |      | Datei hochladen · Wikidata zu Färbereigebäude (Q123169991)                                               | J.-C.-Heer-Strasse 2                             | C       | G   | J.-C.-Heer-Strasse 2 695400 / 261078                          |              |
|                |      | Datei hochladen · Wikidata zu Klosterstrasse 52 (Q123170195)                                             | Klosterstrasse 52                                | C       | G   | Klosterstrasse 52 695770 / 260464                             |              |
|                | ja   | Datei hochladen · Wikidata zu Gallitrotte (Q123170253)                                                   | Gallitrotte                                      | C       | G   | Schlosshofstrasse 695508 / 261314                             |              |
|                | ja   | Datei hochladen · Wikidata zu Strittackerstrasse 23 (Q123170258)                                         | Strittackerstrasse 23 (Siedlung Engelstrasse II) | C       | G   | Strittackerstrasse 23 695942 / 260508                         |              |

Legende: Im Wesentlichen siehe Legende der Liste der Kulturgüter von nationaler und regionaler Bedeutung, mit folgenden Ausnahmen:
- Anstelle der KGS-Nummer wird als Objekt-Identifikator (ID) die Inventarnummer im Verzeichnis der Objekte von überkommunaler Bedeutung des kantonalen Denkmalschutzamtes verwendet.
- Bei den Kategorien wird wie folgt unterschieden: B kant. = Objekt von kantonaler Bedeutung (Kanton Zürich); B reg. = Objekt von regionaler Bedeutung (Kanton Zürich).